# 普尼克斯
普尼克斯（希腊文：Πνυξ）是位于希腊首都雅典市中心的一座小山。它在雅典卫城西方不到一公里的地方，距现代雅典的中心宪法广场1.6公里。普尼克斯是古代雅典城邦公民议会（έκκλησία）聚会的地点，用以对法案进行投票或是驱逐成员（参见陶片放逐法）。小山上面摆放着一块巨石平台，称为bema，是演说者所站的平台。

## 外部連結
- 维基共享资源上的相關多媒體資源：普尼克斯

Template:雅典地标